# Battista Serioli
Battista Serioli (Brescia, 26 de noviembre de 1900 – Sale Marasino, 21 de diciembre de 2007) fue uno de los cuatro últimos veteranos supervivientes de la Primera Guerra Mundial, aunque excluido de las listas del gobierno italiano, ya que solo se contabilizan aquellos con más de seis meses de servicio, Serioli se alistó en mayo de 1918. Recibió su formación en Verona y Padua, y luchó en la Batalla de Vittorio Veneto. Posteriormente, también trabajó como administrador, permaneciendo en el ejército italiano hasta 1921. 